# Geografia da Guiné

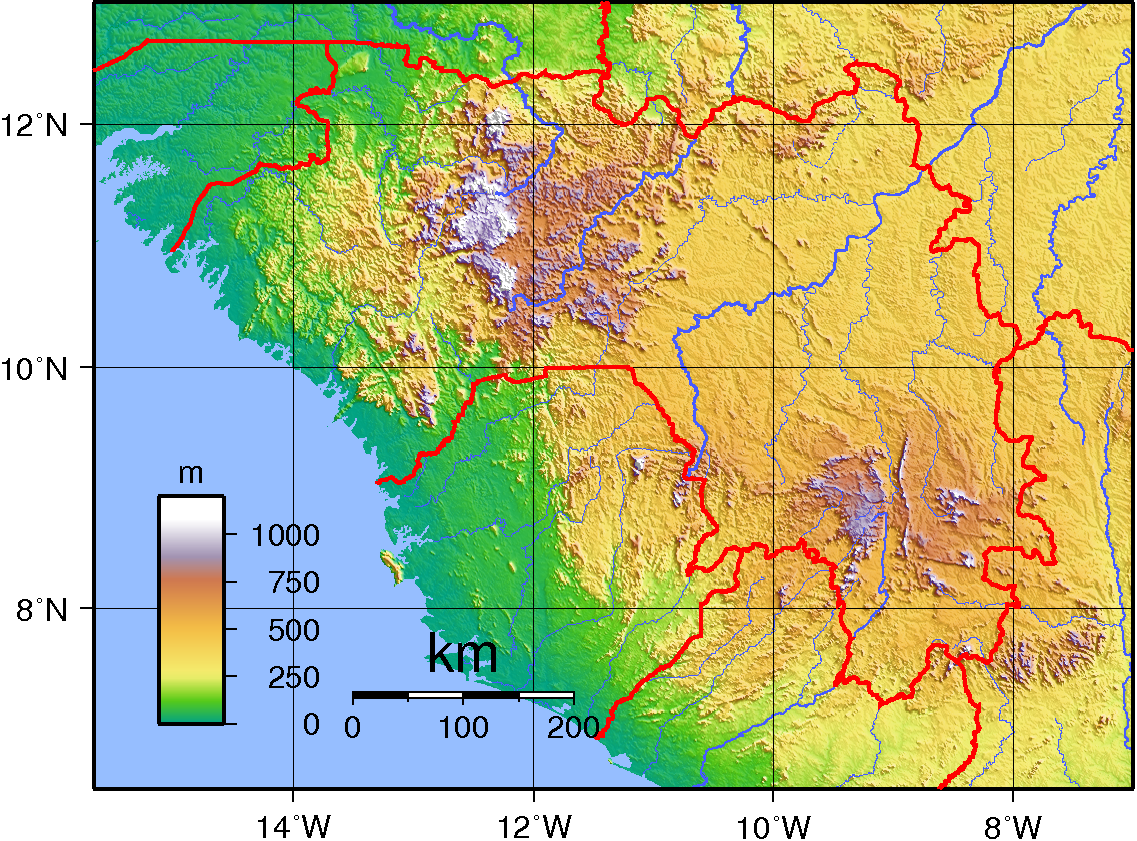
Mapa topográfico da Guiné

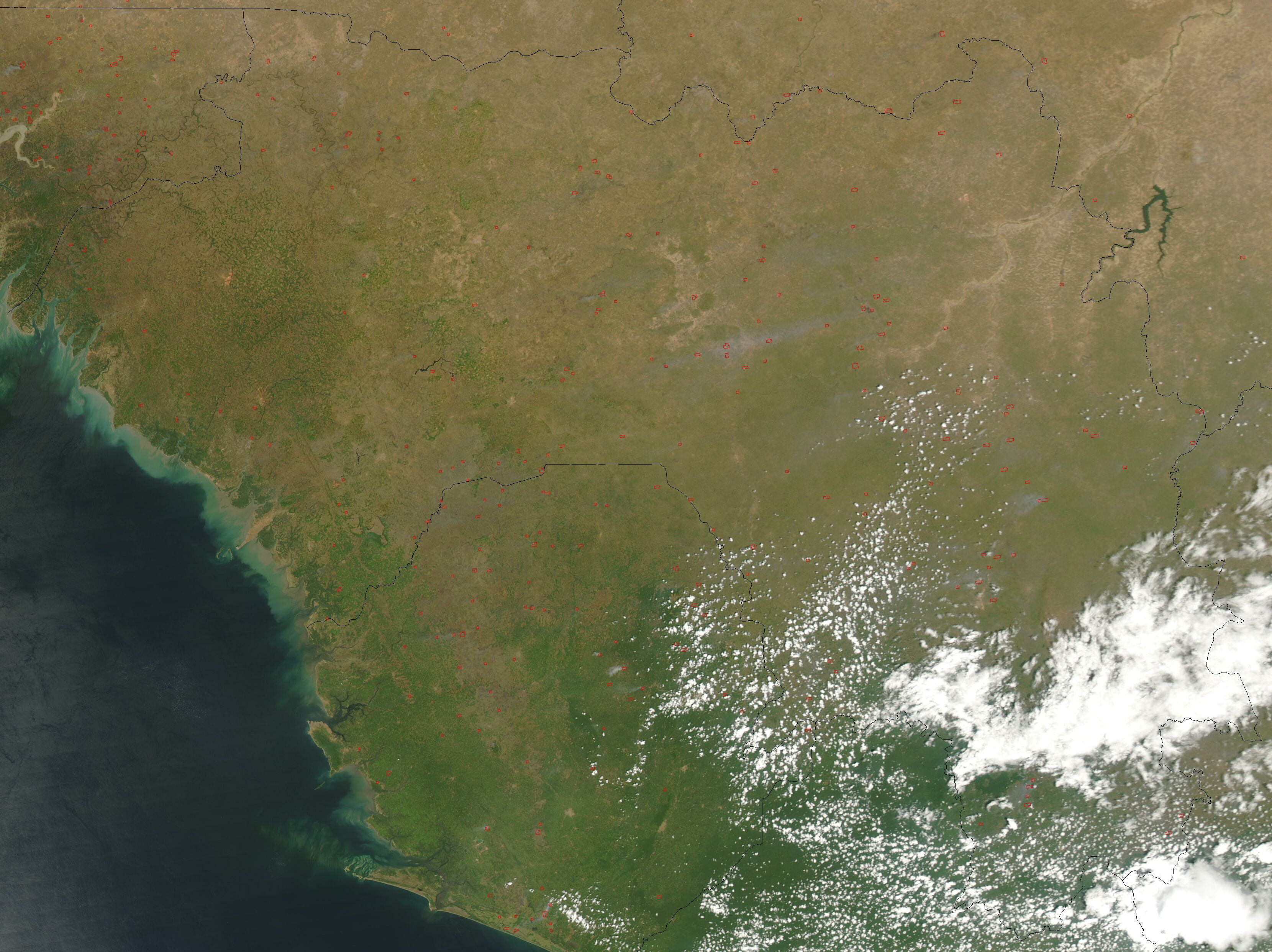
Imagem de satélite da Guiné (Fevereiro de 2003)

A Guiné situa-se na costa atlântica da África ocidental e tem fronteiras com a Guiné-Bissau, o Senegal, o Mali, a Costa do Marfim, a Libéria e a Serra Leoa. O país divide-se em quatro regiões geográficas: uma faixa costeira estreita (a Baixa Guiné); as terras altas cobertas de pastagens de Futa Jalom (a Média Guiné); a savana do norte (a Alta Guiné); e uma região de floresta húmida no sueste (a Guiné Florestal). Os rios Níger, Gâmbia e Senegal pertencem ao grupo dos 22 rios da África Ocidental que têm as suas nascentes na Guiné.
A região costeira da Guiné e grande parte do interior têm um clima tropical, com uma estação das chuvas entre Abril e Novembro, temperaturas relativamente elevadas e uniformes, e humidade elevada. A média anual das temperaturas máximas em Conakry é de 29 °C e das mínimas é de 23 °C; a precipitação média anual é de 430 centímetros. A Alta Guiné, que pertence ao Sahel, tem uma estação das chuvas mais curta e maior amplitude térmica diária.